# Ökentrumpet
Ökentrumpet (Chilopsis linearis) är en buske eller litet träd i familjen katalpaväxter. Det är den enda arten i släktet Chilopsis. Den växer vilt i sydvästra USA och söderut till norra Mexiko. Arten odlas som trädgårdsväxt i varma länder, men är inte härdig i Sverige.

## Underarter
Två underarter kan urskiljas:
- subsp. linearis - har raka blad. Förekommer i Utah, Arizona, New Mexico, västra Texas och Mexiko.
- subsp. arcuata - har bågböjda blad. Förekommer i Nevada, Kalifornien och Mexiko (Baja California).

Mellanformer förekommer i New Mexico.

## Hybrider
Ökentrumpet är nära besläktat med arterna i katalpasläktet (Catalpa) och kan korsas med dessa. Hybriden mellan katalpa (Catalpa bignonioides) och ökentrumpet har fått namnet ×Chitalpa tashkentensis.

## Synonymer
För vetenskapliga synonymer, se Wikispecies.

### Webbkällor
- Germplasm Resources Information Network - Chilopsis linearis